# Torchlight
Torchlight là một trò chơi hành động nhập vai được phát triển bởi Runic Games và được phát hành bởi Perfect World, ra mắt trên Windows trong tháng 10 năm 2009. Trò chơi theo chủ đề nhập vai này được thiết lập tại một thị trấn hư cấu Torchlight và các hang động và ngục tối gần đó, với người chơi khám phá để tìm kiếm nhiều trang bị và vật phẩm có giá trị và chiến đấu với các bầy quái vật . Sau khi phát hành phiên bản kỹ thuật số vào tháng 10 năm 2009, phiên bản bán lẻ trên Windows  được phát hành tại Mỹ vào tháng 1 năm 2010 bởi Encore, Inc  và JoWooD Entertainment công bố bán lẻ ở châu Âu trong tháng 4 năm 2010 . Một phiên bản riêng cho hệ điều hành Mac OS X được phát triển bởi World Domination Industries và phát hành thông qua Steam ngày 12 tháng 5 năm 2010 . Runic Games và World Domination Industries phát triển một phiên bản cho Xbox Live Arcade và phát hành vào ngày 9 tháng 3 năm 2011. Phiên bản  cho Linux đã được phát hành như là một phần của các trò chơi trong Humble Indie Bundle 6.
Đội ngũ phát triển game được dẫn dắt bởi Travis Baldree, nhà thiết kế của Fate cùng với sự tham gia của Max Schaefer và Erich Schaefer (đồng thiết kế của Diablo và Diablo II) và nhóm phát triển đã làm việc với Baldree trong bản mẫu ban đầu của Mythos. Trong tháng 9 năm 2012, Runic Games phát hành phần tiếp theo, Torchlight II cho PC.

## Lối chơi

Một Destroyer chiến đấu với quái vật undead. Thanh ở dưới cùng của màn hình hiển thị kỹ năng kích hoạt bằng phím tắt.

Người chơi điều khiển một anh hùng duy nhất khám phá một loạt các ngục tối ngẫu nhiên, chiến đấu với một số lượng lớn kẻ thù và thu thập trang bị, vàng, và vật phẩm khác. Trò chơi thiết lập một thị trấn duy nhất phục vụ như một trung tâm, nơi mà nhân vật của người chơi có thể quay trở lại định kỳ để mua và bán các mặt hàng cho các nhà cung cấp NPC và nhận nhiệm vụ mới. Khi nhân vật chính khám phá các ngục tối, một loạt các nhiệm vụ liên quan đến việc chiến đấu với các con trùm độc đáo sẽ xuất hiện để thúc đẩy cốt truyện chính. Người chơi cũng có thể nhận nhiệm vụ phụ, nhiệm vụ ngẫu nhiên hoặc truy cập vào nhánh phụ trong khu vực ngục tối . Game có đồ họa ba chiều và có góc nhìn từ trên không, tương tự như góc nhìn được sử dụng trong Diablo. Trên máy tính cá nhân, trò chơi được điều khiển bằng cách sử dụng giao diện nhấn và click với chuột và phím tắt, trong khi phiên bản Xbox Live Arcade sử dụng bộ điều khiển và có một giao diện người dùng được thiết kế lại hoàn toàn .
Trò chơi tạo ra mỗi cấp độ của các ngục tối bằng cách lắp ráp mô-đun "khối" của môi trường game. Từng đoạn được thiết kế bằng tay và có thể gồm nhiều phòng. Chúng có thể chứa các sự kiện theo kịch bản và các có các đòn bẩy để mở cánh cửa bí mật hoặc tạo ra cầu để di chuyển . Cách tiếp cận này được thiết kế để tạo ra các hang động với thiết kế nhiều mục đích, thay vì một môi trường đơn giản trông giống như "một câu đố ô chữ đã trở nên nhàm chán" 
Như trong Fate, người chơi có một con vật nuôi thường trực chiến đấu bên cạnh và có thể mang và về thị trấn bán vật phẩm. Vật nuôi có thể là một con chó sói, mèo rừng hay chồn trong phiên bản bán lẻ của trò chơi ; người chơi có thể cho vật cưng của họ ăn cá để biến đổi thành những sinh vật khác nhau .
Cũng có mặt trong trò chơi là hệ thống hưu trí, trong đó người chơi có thể chọn một vật gia truyền từ một nhân vật cũ sang một nhân vật mới được tạo, giống như chế độ chơi New Game Plus.

### Lớp nhân vật
Torchlight có 3 lớp nhân vật 
- Destroyer là một chiến binh lang thang, là bậc thầy về cận chiến, mặc dù ông cũng có khả năng kêu gọi linh hồn của tổ tiên để tạo ra các hiệu ứng phép thuật.
- Alchemist là một thầy phù thủy dựa vào sức mạnh phép thuật của Ember. Anh có thể sử dụng thần chú để bắn các phép thuật nổ và có một găng tay điện từ để cường hóa thần chú của mình cũng như có thể triệu tập quỷ và steampunk robot[18].
- Vanquisher là một nữ vệ binh, vốn được bí mật phái đi để điều tra thị trấn Torchlight. Cô chuyên về vũ khí tầm xa và cũng có thể sử dụng bẫy để chống lại kẻ thù của mình [19][20].

Người chơi phát triển nhân vật của mình bằng cách tăng điểm vào cây kỹ năng cụ thể của lớp nhân vật. Bên cạnh đó, trò chơi có một thể loại phép thuật riêng biệt rằng mà bất kỳ nhân vật nào cũng có thể học được từ các cuộn giấy phép, bất kể lớp nhân vật của họ .

## Cốt truyện
Trong thế giới tưởng tượng của Torchlight, Ember là một loại đá quý bí ẩn có sức mạnh giúp con người và vật dụng hấp thụ sức mạnh ma thuật. Thị trấn khai mỏ Torchlight được xây dựng trên một nguồn Ember phong phú và nhiều nhà thám hiểm đã kéo đến để tìm kiếm và nâng cấp vật dụng với vật chất huyền diệu này. Tuy nhiên khi nhân vật của người chơi khám phá những hang động bên dưới Torchlight, họ phát hiện ra rằng Ember có ảnh hưởng xấu dẫn đến sự sụp đổ của các nền văn minh trong quá khứ và gây nguy hiểm cho những người sử dụng nó trong hiện tại .
Nhân vật của người chơi đến trong thị trấn và được tuyển mộ bởi Syl, người đang tìm kiếm thầy của cô, một nhà giả kim tên là Bậc thầy Alric, người biến mất trong khu mỏ gần đó. Ở dưới cùng của hầm mỏ, người chơi tìm thấy một con đường vào một hầm mộ bên dưới, cuối cùng phát hiện ra rằng toàn bộ các ngục tối là một "di tích của các nền văn minh bị sụp đổ."  Alric phục kích người chơi và tiết lộ rằng ông đã trở nên tà ác do ảnh hưởng của Ember. Sau khi chiến đấu với một loạt các quái vật và bọn tay sai để đến tầng dưới cùng của ngục tối, người chơi phải đối mặt với Alric và sinh vật cổ xưa Ordrak, nguồn gốc cho sự suy đồi của Ember.

## Phát triển
Việc sản xuất Torchlight bắt đầu vào tháng 8 năm 2008, ngay sau sự giải thể của Flagship Studios. Runic Games được thành lập bởi Travis Baldree (trưởng nhóm phát triển của Fate và Mythos) và các cựu binh của Blizzard North và Flagship: Max Schaefer, Erich Schaefer và Peter Hu . "Toàn bộ đội của Flagship chi nhánh Seattle" gồm 14 người (chi nhánh của Flagship giúp tạo ra Mythos gốc) gia nhập Runic Games tại thời điểm hình thành . Sau khi mất bản quyền Mythos, đội Runic tìm kiếm sự phát triển của một trò chơi mới để "kết thúc những gì [họ] bắt đầu ", mặc dù họ chỉ bắt đầu mà không có các mã nguồn từ Mythos . Từ khi bắt đầu, mục tiêu cuối cùng của công ty là phát triển một trò chơi nhập vai trực tuyến nhiều người chơi với lối chơi tương tự như của Mythos hoặc Diablo, nhưng trước khi thực hiện MMO, những người sáng lập của Runic đã quyết định "quay trở lại gốc rễ [của họ]" với một trò chơi nhỏ mà họ có thể tinh chỉnh và tối ưu trong một chu kỳ sản xuất tương đối ngắn . Trò chơi chơi đơn này được dự định là để nhằm giới thiệu thế giới trò chơi Torchlight cho công chúng trước khi phát triển MMO. Hơn nữa, nó cho phép nhóm nghiên cứu có được một trò chơi phát hành sớm hơn so với khi họ ngay lập tức bắt đầu trên MMO . Quá trình phát triển trò chơi hoàn tất vào khoảng tháng 11 năm 2008, toàn bộ dự án kéo dài trong thời gian khoảng 11 tháng . Tính đến tháng 7 năm 2009, có 25 thành viên làm việc tại Runic Games .
Trong một bài báo trên Gamasutra, đạo diễn nghệ thuật Jason Beck giải thích phong cách nghệ thuật của Torchlight được lấy cảm hứng từ truyện tranh và phim hoạt hình cổ điển, bằng cách sử dụng các thiết kế nhân vật cách điệu kết hợp với kết cấu nền hội họa . Nhà phát triển đã mô tả trò chơi được truyền cảm hứng bởi "Dragon's Lair kết hợp với The Incredibles."  Nhóm phát triển quyết định tạo ra thế giới trong trò chơi một gam màu nhẹ nhàng tươi mới để làm cho nó hấp dẫn hơn, thay vì sử dụng một phong cách "u tối" truyền thống ở những trò chơi tương tự .
Trò chơi sử dụng mã nguồn mở đồ họa 3D OGRE và hệ thống CEGUI cho giao diện, và phần còn lại của công cụ trò chơi được xây dựng bởi Runic. Trò chơi được thiết kế để chạy trên một phạm vi rộng các hệ thống (bao gồm cả chế độ 'netbook') và không yêu cầu bóng đổ .

### Âm thanh
Nhà soạn nhạc và thiết kế âm thanh cho Diablo Matt Uelmen cũng gia nhập nhóm, tạo ra âm nhạc và âm thanh cho trò chơi . Uelmen dựng nhạc của mình trên nhịp và bối cảnh của trò chơi, mà ông thậm chí đã quan sát trong quá trình xây dựng ban đầu của trò chơi . Đối với nhạc chủ đề của thị trấn "Torchlight", Uelmen kết hợp một số yếu tố gợi nhắc đến nhạc chủ đề "Tristram" của ông từ Diablo, nhưng cũng đã cố gắng để tạo cho nó một âm thanh khác biệt rõ rệt. Đối với tác phẩm này, ông đã thu âm hơn 200 âm điệu bằng cách sử dụng đàn guitar 12 dây phối cùng các nhạc cụ khác. Đối với các phần khác của nhạc, ông dùng một guitar bàn đạp thép và tạo ra những âm thanh khác nhau từ việc sử dụng các nhạc cụ điển hình trong nhạc đồng quê .
Các nhà phát triển chọn diễn viên lồng tiếng với sự giúp đỡ của nữ diễn viên lồng tiếng gạo cội Lani Minella, người cũng có mặt trong trò chơi .

### Phát triển cho Xbox 360
Trong tháng 8 năm 2010, CEO của Runic là Max Schaefer đã tiết lộ rằng trò chơi sẽ được phát triển cho PlayStation 3 và Xbox 360, nhằm phát hành vào cuối năm . Trong tháng 1 năm 2011, Runic thông báo rằng Torchlight sẽ được phát hành cho Xbox LiveArcade (XBLA) vào đầu năm 2011, nhưng kế hoạch phát hành cho PlayStation 3 đã bị hủy . Bởi vì Microsoft  là nhà xuất bản của việc phát hành XBLA, Torchlight sẽ có khả năng chỉ được duy trì độc quyền cho Xbox 360 trên console .
Phiên bản Xbox 360 được phát triển là một sự hợp tác giữa Runic Games và World Domination Industries, Inc. Lưu trữ ngày 10 tháng 12 năm 2013 tại Wayback Machine. Runic tham gia nhiều hơn vào giữa năm 2010 khi nhận thấy rõ ràng rằng cơ chế điều khiển và giao diện đồ họa của trò chơi cần một đại tu hoàn chỉnh để thích ứng cho sử dụng với bộ điều khiển theo phong cách console . Do vậy, nhân vật của người chơi sẽ trực tiếp điều khiển bởi bộ điều khiển mà không có bất kỳ con trỏ ảo. Trò chơi cũng bao gồm một số nội dung mới như bộ áo giáp bổ sung và một con vật cưng mới, và tích hợp công nghệ phát triển cho Torchlight II bao gồm cả nhân vật hoạt hình pha trộn và cải thiện AutoMap .

## Chỉnh sửa
Phiên bản PC của Torchlight được thiết kế để cho phép modding mở rộng từ người chơi và Runic Games đã phát hành công cụ chỉnh sửa trò chơi mà họ sử dụng để tạo ra trò chơi và cho tải về miễn phí . Công cụ này là "TorchED" có thể sử dụng trực quan và cho phép người dùng chuyển đổi giữa các chỉnh sửa màn chơi và chơi thử chúng mà không cần rời khỏi trình soạn thảo. Người chơi, quái vật, trạng thái đồ dùng, bản dịch ngôn ngữ, và thậm chí cả hệ thống lõi có thể được tùy chỉnh trong trình soạn thảo . TorchED cũng có khả năng chỉnh sửa sự kiện nhiệm vụ, kịch bản và sự cân bằng trò chơi. Hơn nữa, trò chơi sử dụng các định dạng tập tin công bố công khai, cho phép người dùng truy nhập vào các mô hình và hình ảnh động tương đối dễ dàng .

## Đánh giá
Torchlight nhận được đánh giá tích cực; phiên bản PC hiện đang nắm giữ số điểm 83 trên 100 trên Metacritic và 84,97% trên GameRankings trong khi phiên bản Xbox 360 nắm giữ điểm số 81 trên 100 trên Metacritic và 83,32% trên GameRankings .
Trên RPGamer, nhà phê bình Anna Marie Neufeld ca ngợi Torchlight là " có âm nhạc và yếu tố nghệ thuật tuyệt vời" cũng như các màn chiến đấu gây nghiện nhưng chỉ trích cốt truyện của trò chơi là nông cạn . John Walker của Rock, Paper, Shotgun nhận thấy cách chơi cốt lõi được tập trung cao độ và có sự tinh tế của thể loại game ngục tối, mặc dù với một cốt truyện và nhiệm vụ "mỏng như giấy"  Trong đánh giá của mình cho Game Informer, Adam Biessener liệt kê cơ chế điều khiển, hình ảnh động, các hiệu ứng hấp dẫn và kẻ thù được thiết kế rất thông minh như là những phẩm chất giúp Torchlight  đứng trên hầu hết các trò chơi hành động nhập vai khác . Brett Todd của GameSpot chú ý đến tốc độ tham gia của trò chơi, ghi nhận chiều sâu một loạt các quái vật và vật phẩm, nhưng thấy thiếu phần chơi mạng là một thiếu sót . Một số nhận xét trích dẫn việc mức giá thấp các trò chơi là một điểm tích cực  Hai nhận xét từ Good Game' của Úc cho trò chơi số điểm 7/10 và 8.5/10 .
Nhiều nhận xét so sánh trò chơi với loạt trò chơi Diablo, một số mô tả nó như là trò chơi giống Diablo hay nhất kể từ Diablo II  và là "bản sao Diablo hay nhất trong nhiều năm" . Adam Biessener của Game Informer nói rằng "linh hồn của Diablo chưa được chạm đến như vậy trong nhiều năm"  và John Funk của The Escapist's đã viết "Torchlight hoàn toàn nắm được công thức đã làm Diablo gây nghiện" . RPGamer cũng nói rằng Torchlight vượt qua cái bóng của Diablo và một trò chơi có thể đứng trên giá trị riêng của nó " . Satchmo trên blog PX2C cho tổng điểm 9/10 nói rằng "Nó là một lối vào hay nhất vào một thể loại vốn không có nhiều đại diện trên Xbox" .
Torchlight giành giải thưởng Debut Best Game Award tại Game Developers Choice Awards năm 2010 .
Trong tháng 7 năm 2011, doanh số bán hàng của Torchlight đã vượt qua 1 triệu bản .

## Phần tiếp theo
Vào ngày 4 tháng 8 năm 2010, Runic Games công bố Torchlight II sẽ là sự tiếp nối của câu chuyện, có chế độ Co-op, nhân vật người chơi mới, một "thế giới rộng" nhiều khu vực ngoài trời, và một giao diện người dùng mới . Mặc dù nhà phát triển ước tính ban đầu là sẽ phát hành năm 2011, trò chơi cuối cùng được phát hành vào năm 2012 .
Runic Games có kế hoạch ban đầu là bắt đầu làm việc trên một MMORPG trong thế giới trò chơi Torchlight ngay sau khi phát hành trò chơi đầu tiên. Runic bước vào một quan hệ đối tác với nhà phát triển trò chơi trực tuyến của Trung Quốc là Perfect World Co., Ltd. để xuất bản MMO trên toàn thế giới . Tại một thời điểm nào đó sau khi phát hành trò chơi đầu tiên, Runic Games quyết định phát triển một phần tiếp theo của Torchlight với chế độ Co-op, tạm thời dừng MMO lại. Ngày 20 tháng 9 năm 2012, nhà phát triển tiết lộ họ đã không còn theo đuổi kế hoạch tạo ra một MMO trong vũ trụ "Torchlight" .